# Kubuntu
Kubuntu là một sản phẩm phái sinh chính thức của hệ điều hành Ubuntu, sử dụng môi trường giao diện đồ họa KDE thay vì GNOME. Đây là một bộ phận của dự án Ubuntu và sử dụng cùng hệ thống bên dưới. Người dùng có thể chuyển đổi qua lại giữa màn hình chính KDE (kubuntu-desktop) vừa chạy màn hình chính Gnome (ubuntu-desktop) trên cùng một máy. Các gói phần mềm trong Kubuntu dùng chung kho phần mềm với Ubuntu. Hệ điều hành này cũng được phát hành thường xuyên y hệt như như Ubuntu.

## Tên gọi
"Kubuntu", phát âm /kuːˈbuːntuː/, có nghĩa là "hướng tới nhân loại" trong tiếng Bemba, được sinh ra từ chữ ubuntu ("nhân loại"). Chữ K ở đầu đại diện cho giao diện/ứng dụng KDE mà Kubuntu dựa vào đó để vận hành. Một cách tình cờ, Kubuntu cũng có nghĩa là "miễn phí" trong tiếng Kirundi.

## Khác biệt với Ubuntu
Bản cài đặt bình thường của Ubuntu sử dụng môi trường GNOME, các ứng dụng và gói GTK+/GNOME (ví dụ như phần mềm Evolution), và các công cụ quản trị nền GTK+/GNOME (như Synaptic Package Manager). Ngược lại, bản cài đặt bình thường của Kubuntu sử dụng môi trường KDE, các ứng dụng và gói KDE/Qt (như Kontact), và công cụ quản trị KDE/Qt (như KPackageKit). Tuy vậy, người dùng Kubuntu có thể cài đặt và sử dụng bất kỳ gói nền GNOME/GTK nào có trong kho phần mềm Ubuntu, và người dùng Ubuntu/GNOME, tương tự như vậy, có thể cài đặt bất kỳ gói nền KDE/Qt nào. Người dùng có thể cài đặt Ubuntu rồi sau đó thêm KDE vào, hoặc cài đặt toàn bộ gói môi trường Kubuntu 'metapackage' lên trên Ubuntu. (Tuy nhiên, vẫn có một số bất lợi khi cài và sử dụng chung môi trường GNOME lẫn KDE, như tăng lượng sử dụng đĩa và bộ nhớ khi chạy cả GTK/GNOME và Qt/KDE.)
Môi trường Kubuntu hoàn toàn có thể tùy chỉnh được. Ban đầu, nó được thiết kế để thuận tiện cho những người dùng chuyển từ các hệ điều hành khác (như Microsoft Windows) với việc thể hiện cách trình bày giao diện tương tự, đến nay KDE 4 Plasma Desktop đã đưa vào cơ chế gói xoay quanh các widget để cho phép người dùng đưa vào tính năng tương tự như mọi hệ điều hành khác và cũng tạo ra những tính năng mới mới khác chưa từng có ở đâu. Hiệu ứng 3 chiều cũng có trong bản cài đặt KDE4 chuẩn.

## Hình ảnh

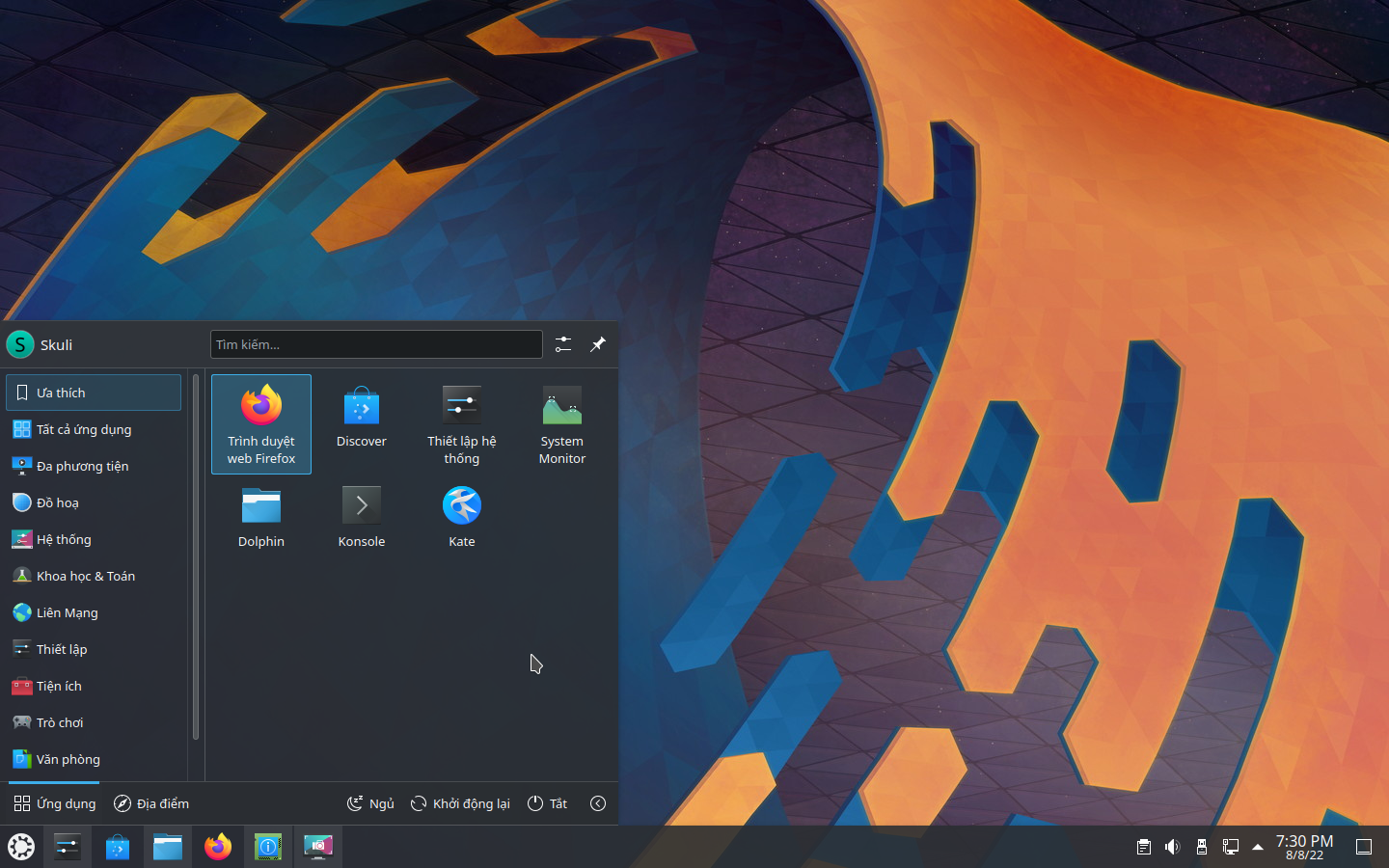
Kubuntu 22.04 LTS (vi) (2022)
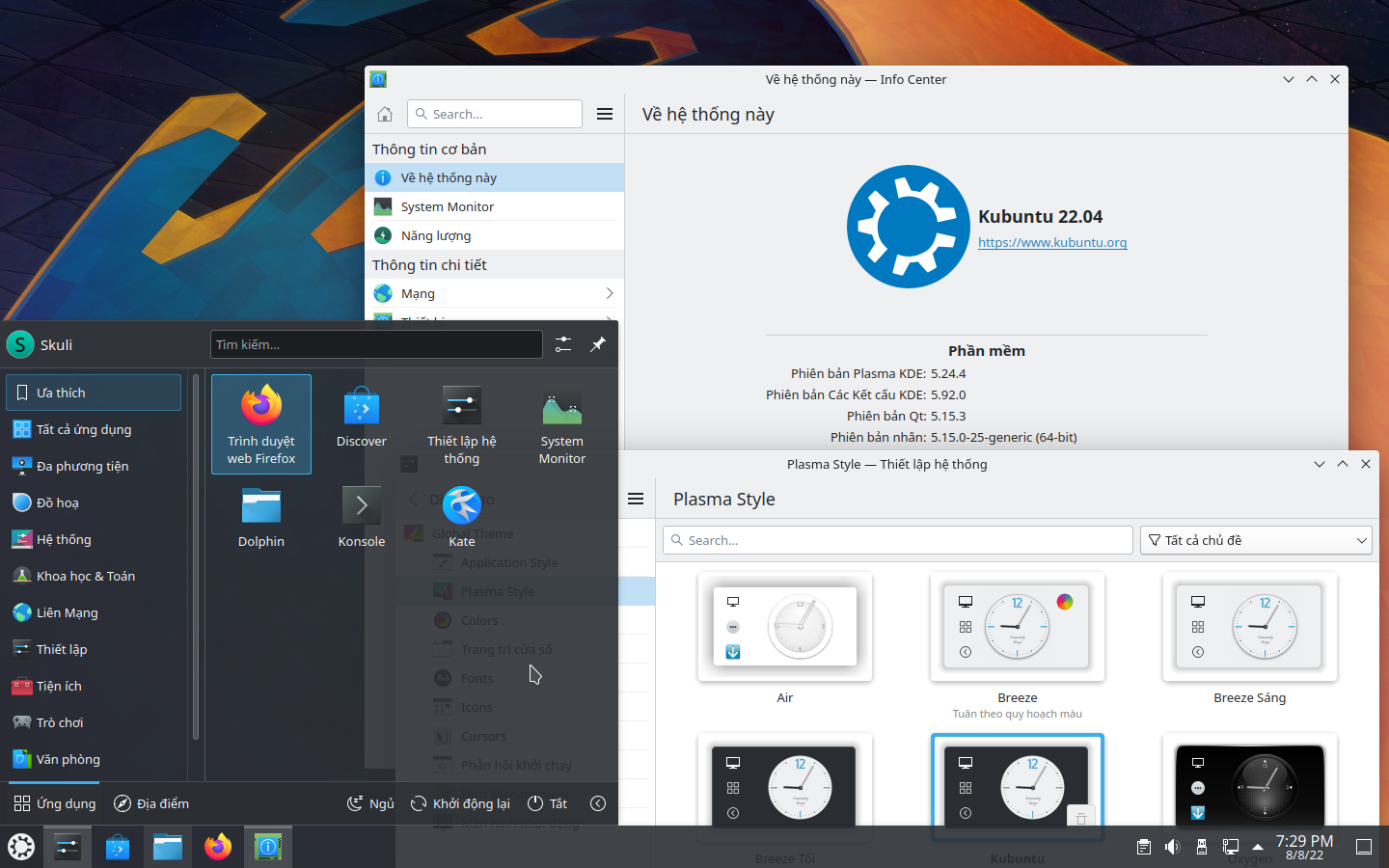
Kubuntu 22.04 LTS (vi)
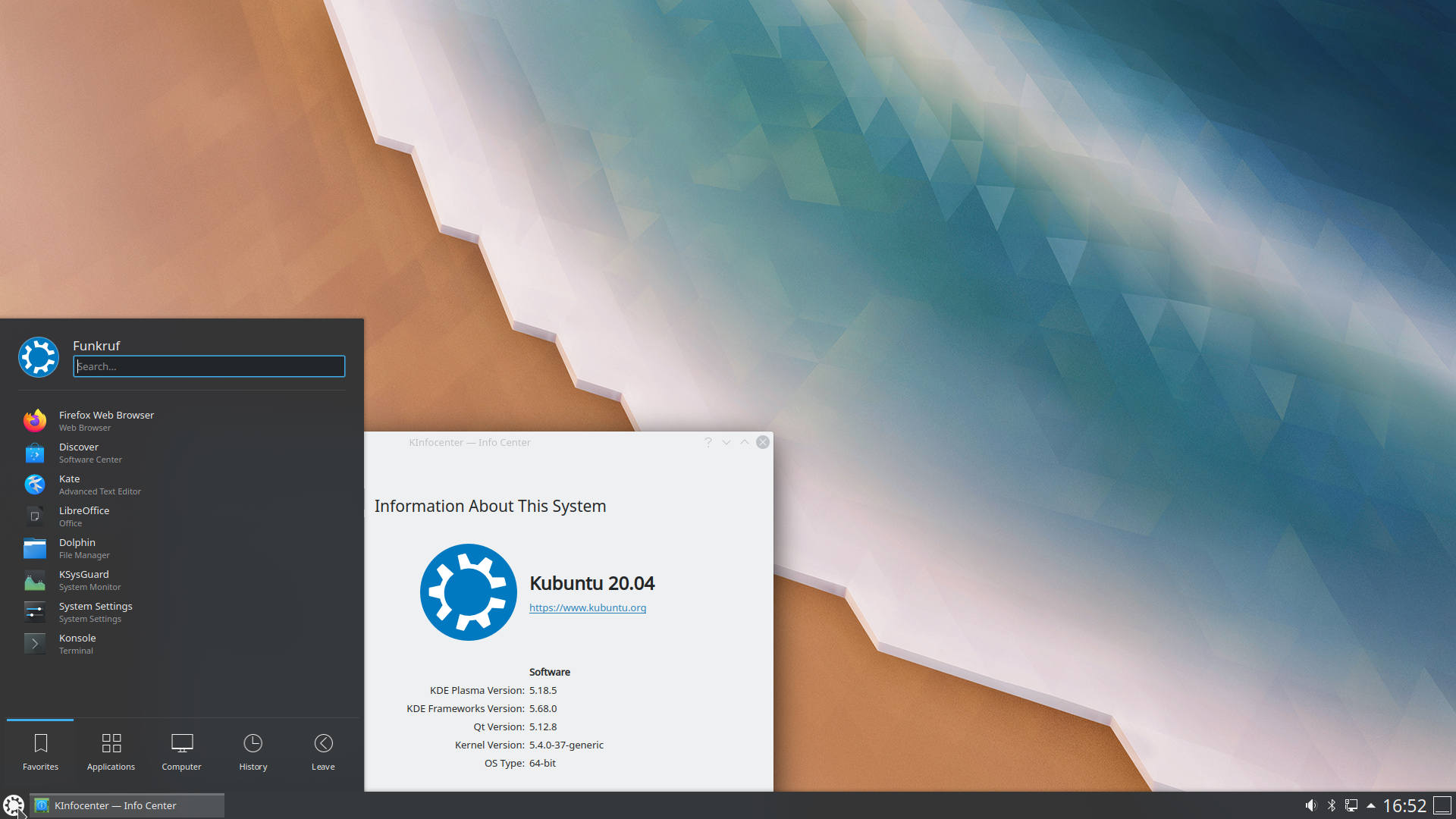
Kubuntu 20.04 LTS
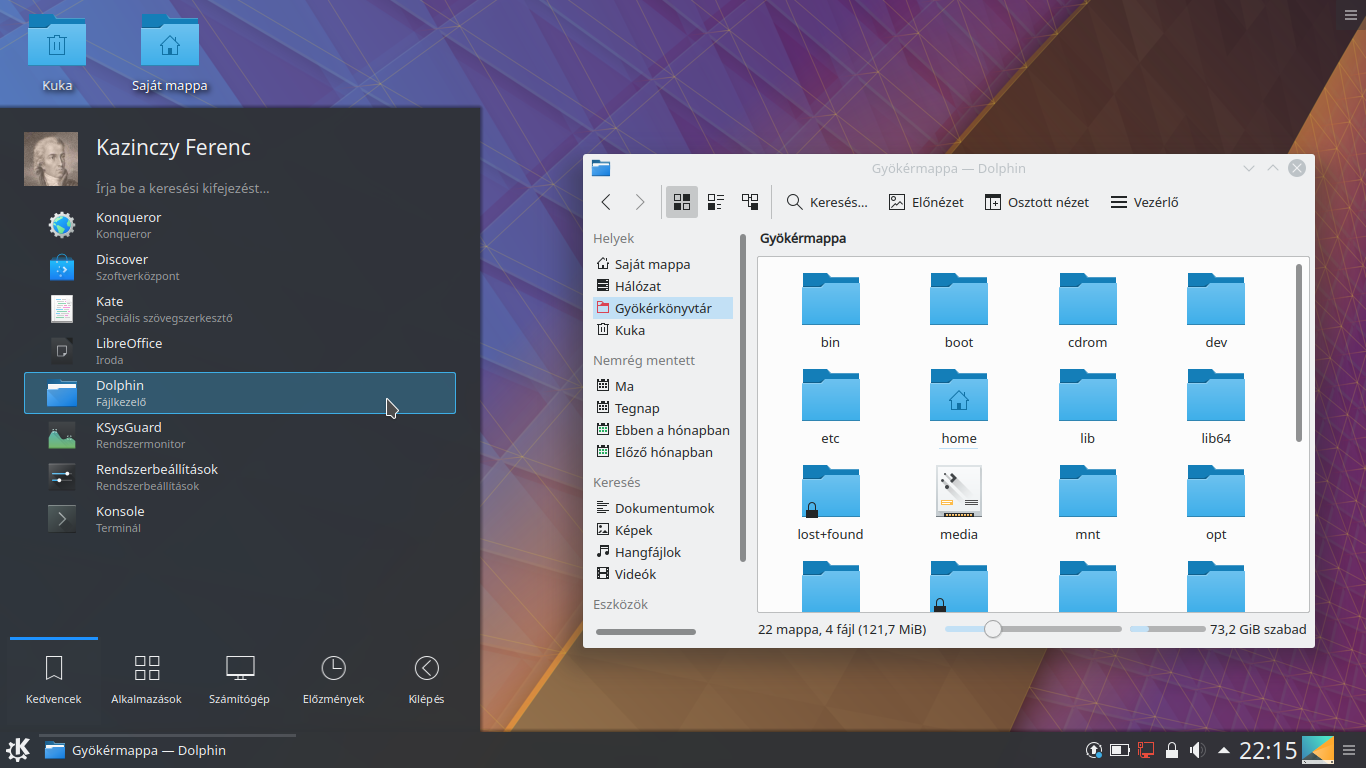
Kubuntu 18.04 LTS
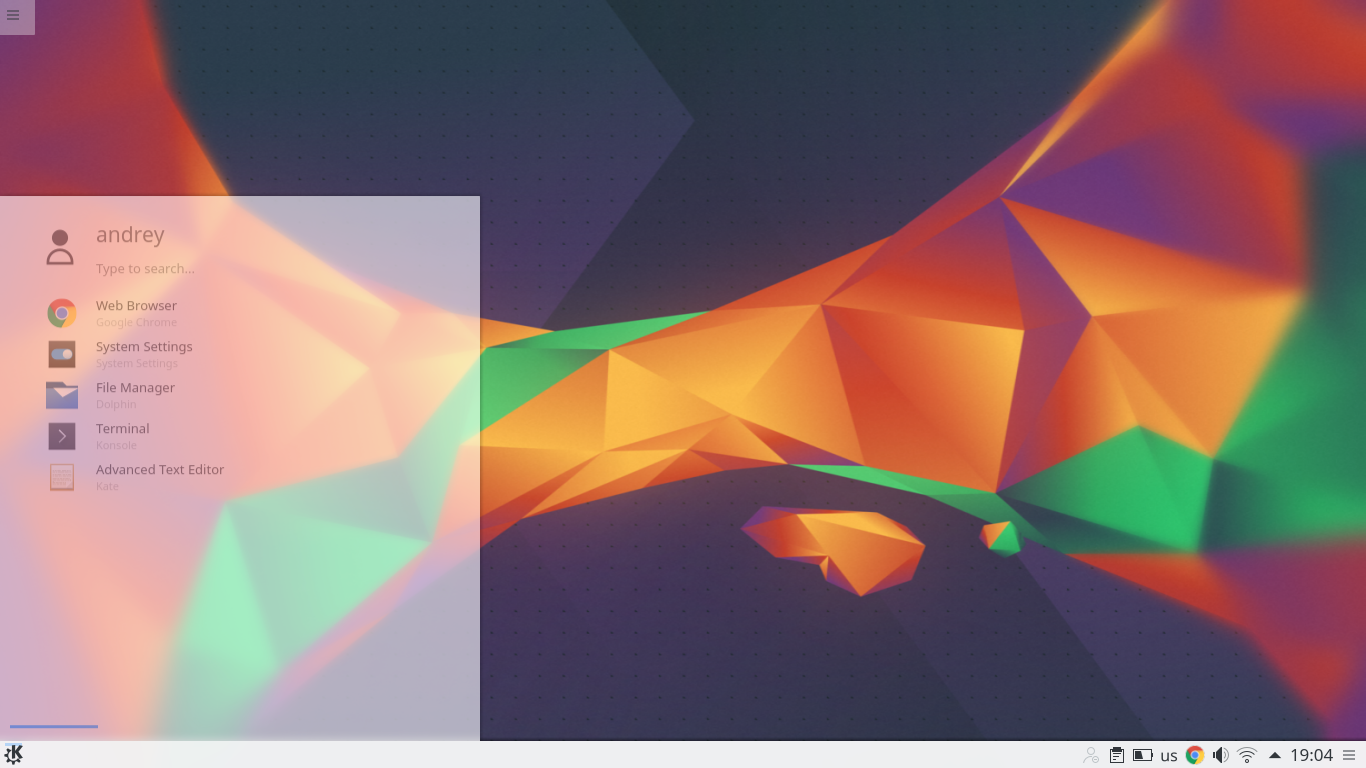
Kubuntu 16.04 LTS
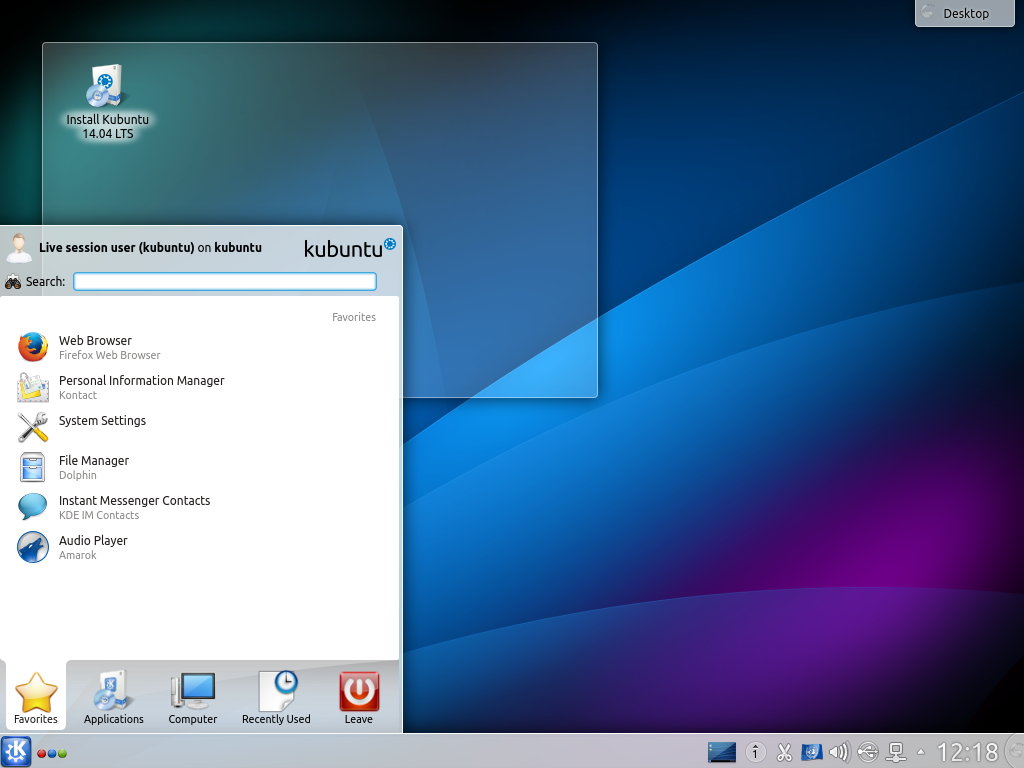
Kubuntu 14.04 LTS
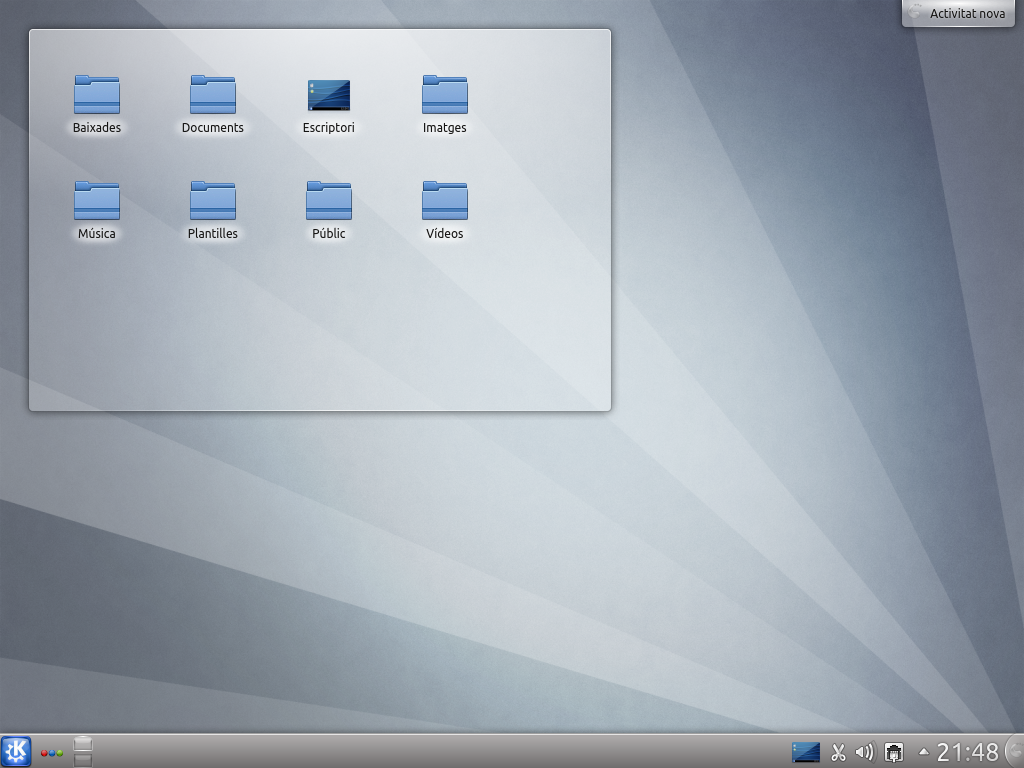
Kubuntu 12.04 LTS
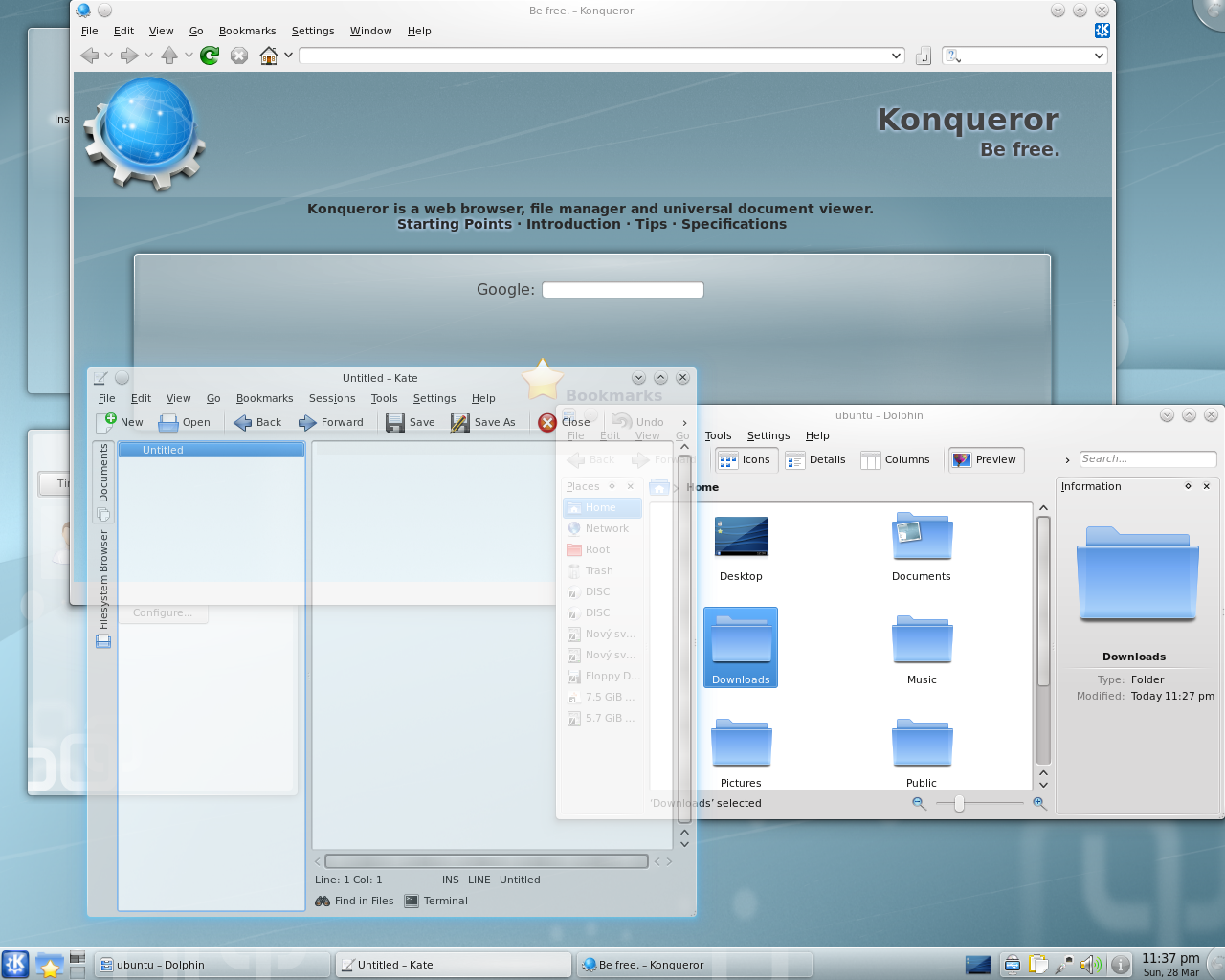
Kubuntu 10.04 LTS
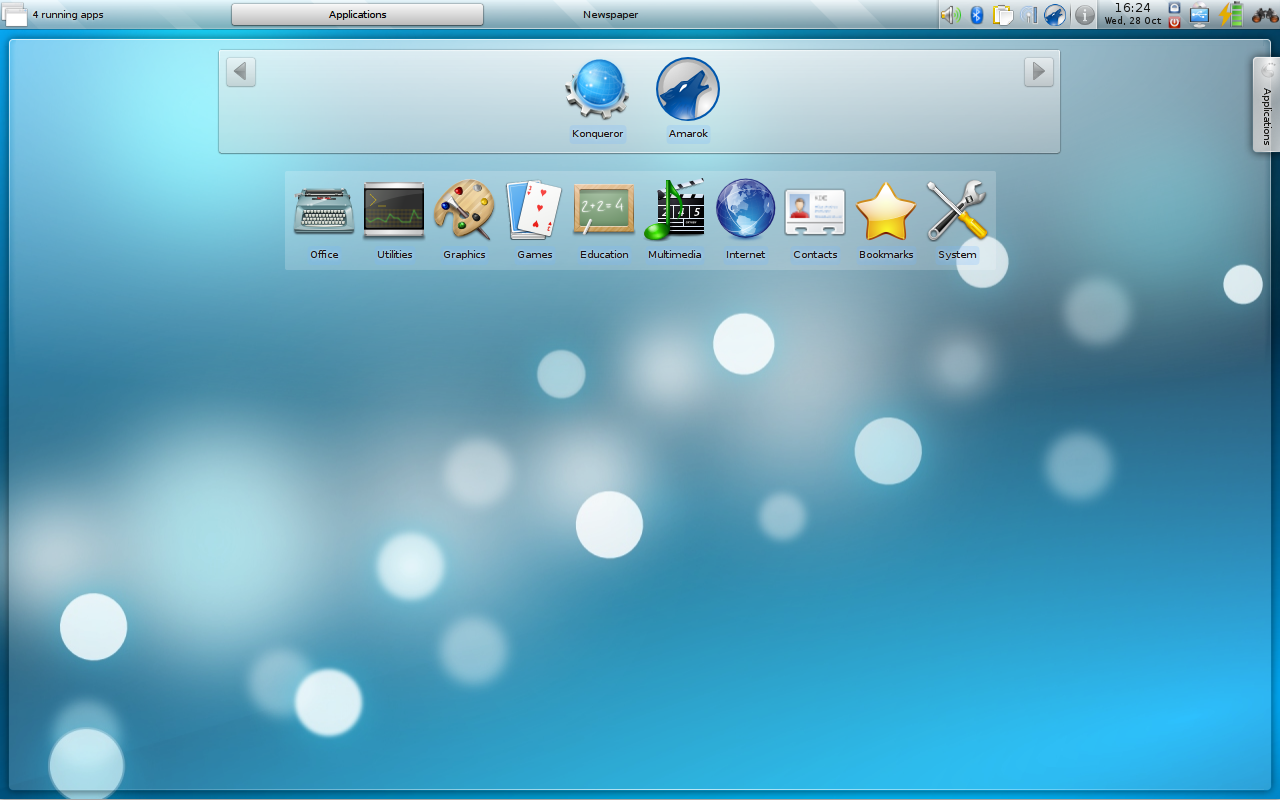
Kubuntu 9.10 phiên bản Netbook
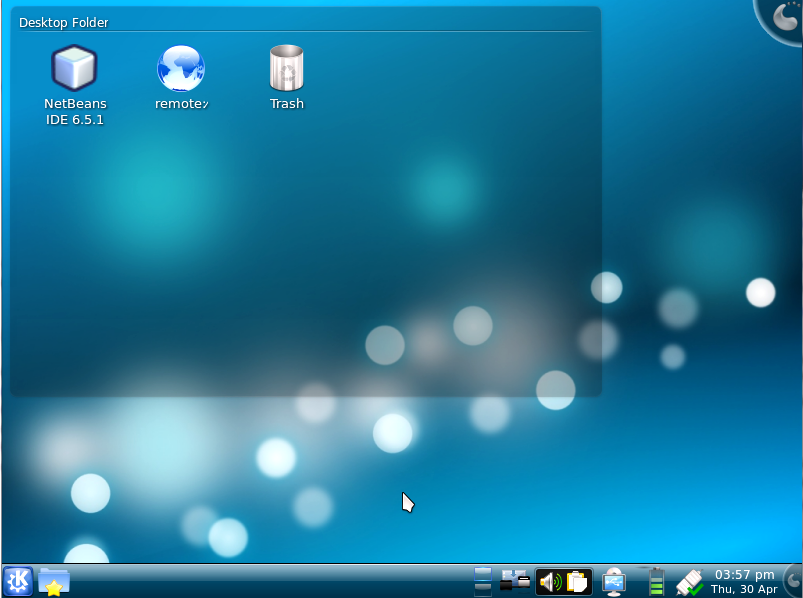
Kubuntu 9.04
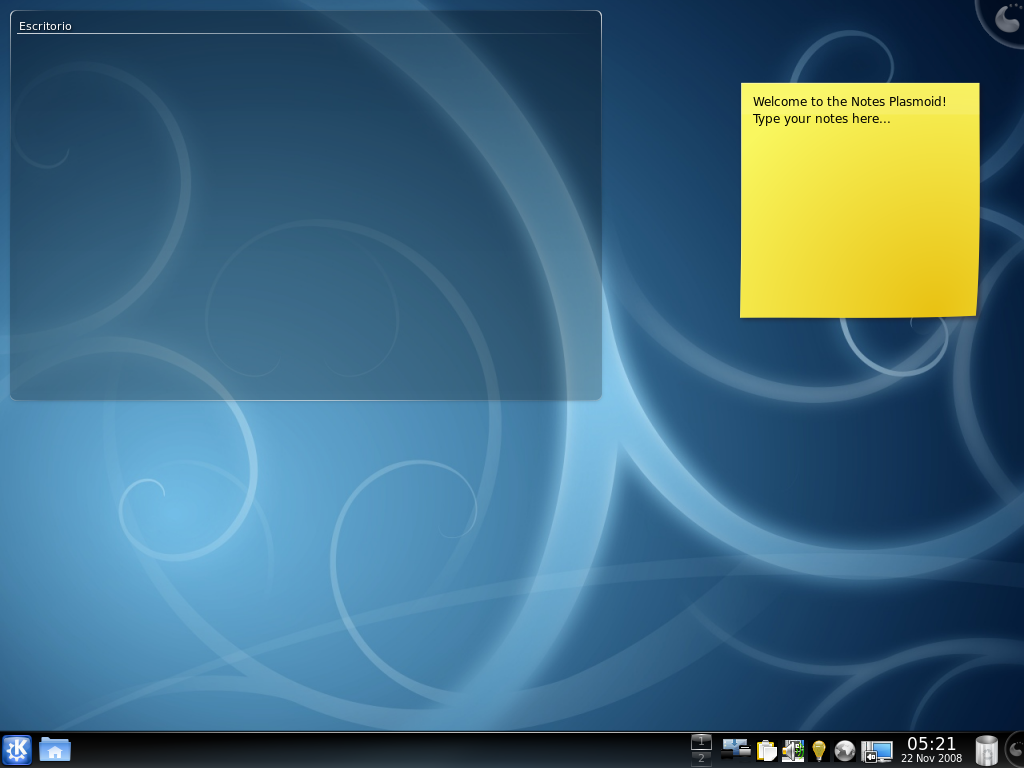
Kubuntu 8.10
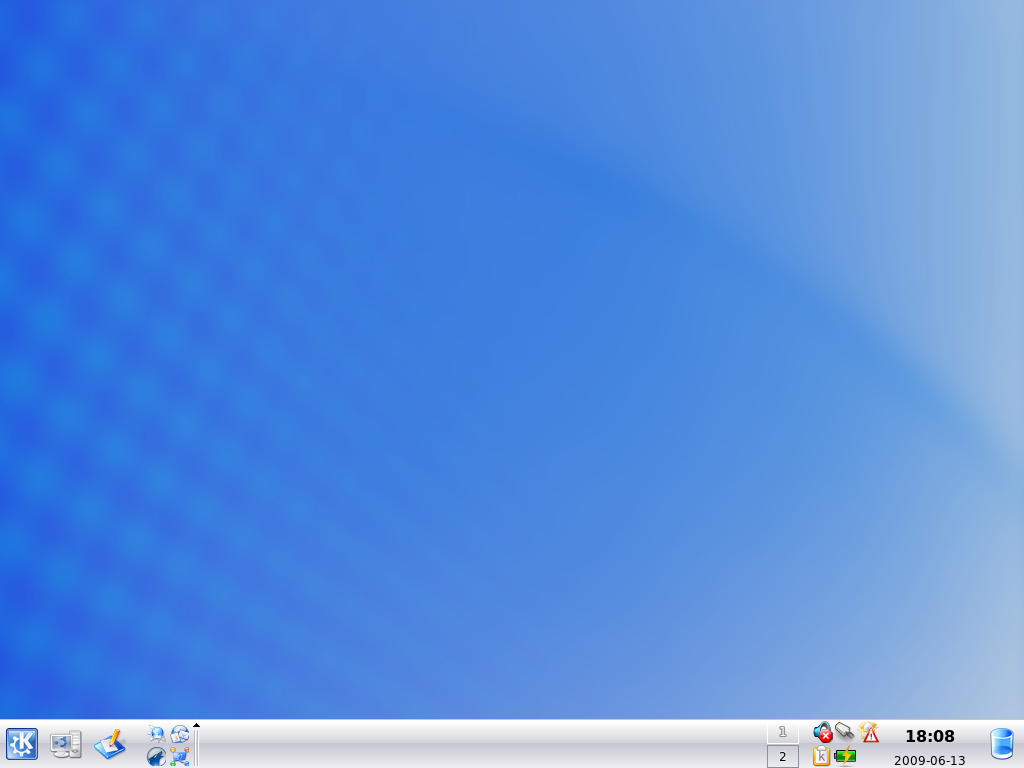
Kubuntu 8.04
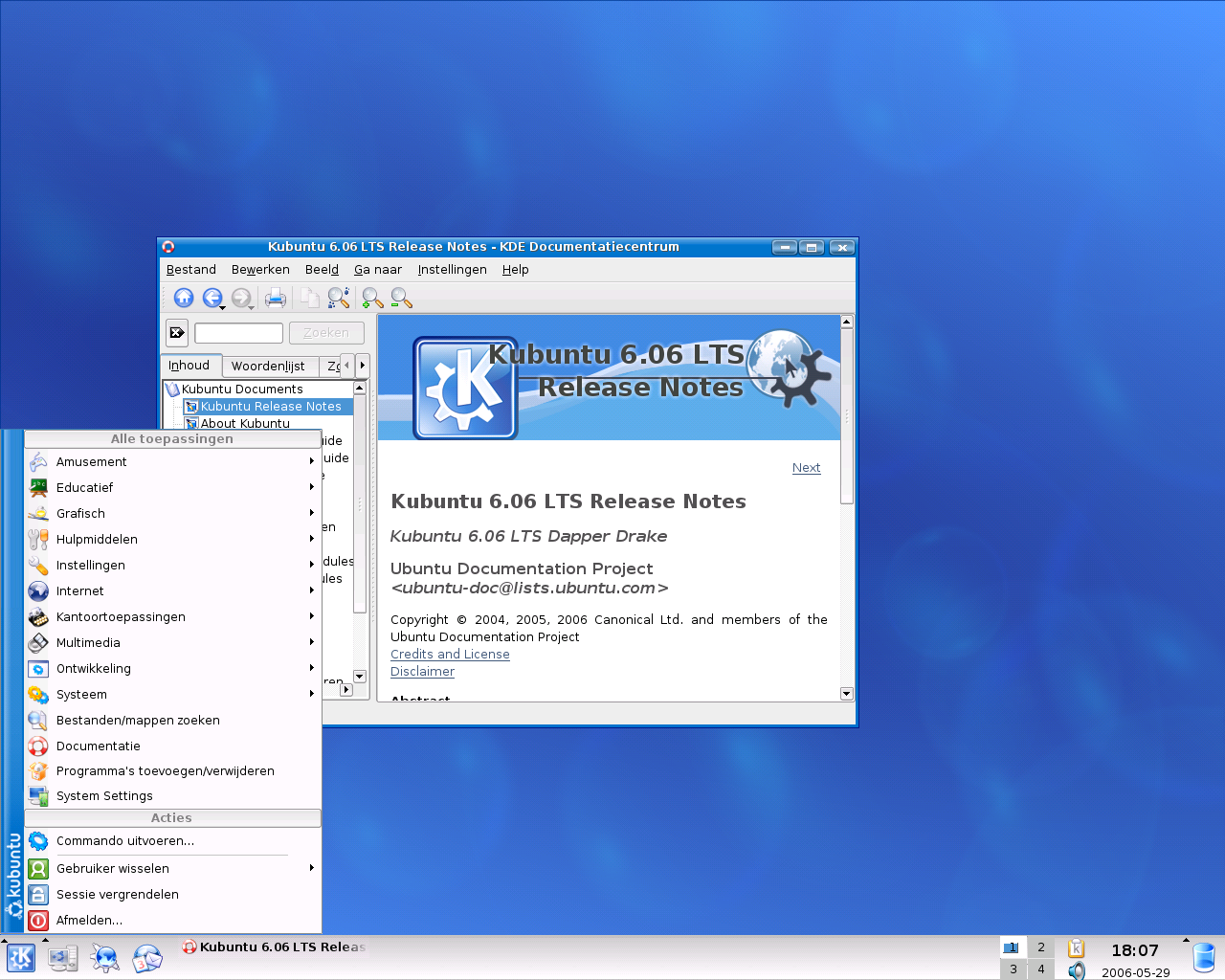
Kubuntu 6.06 LTS
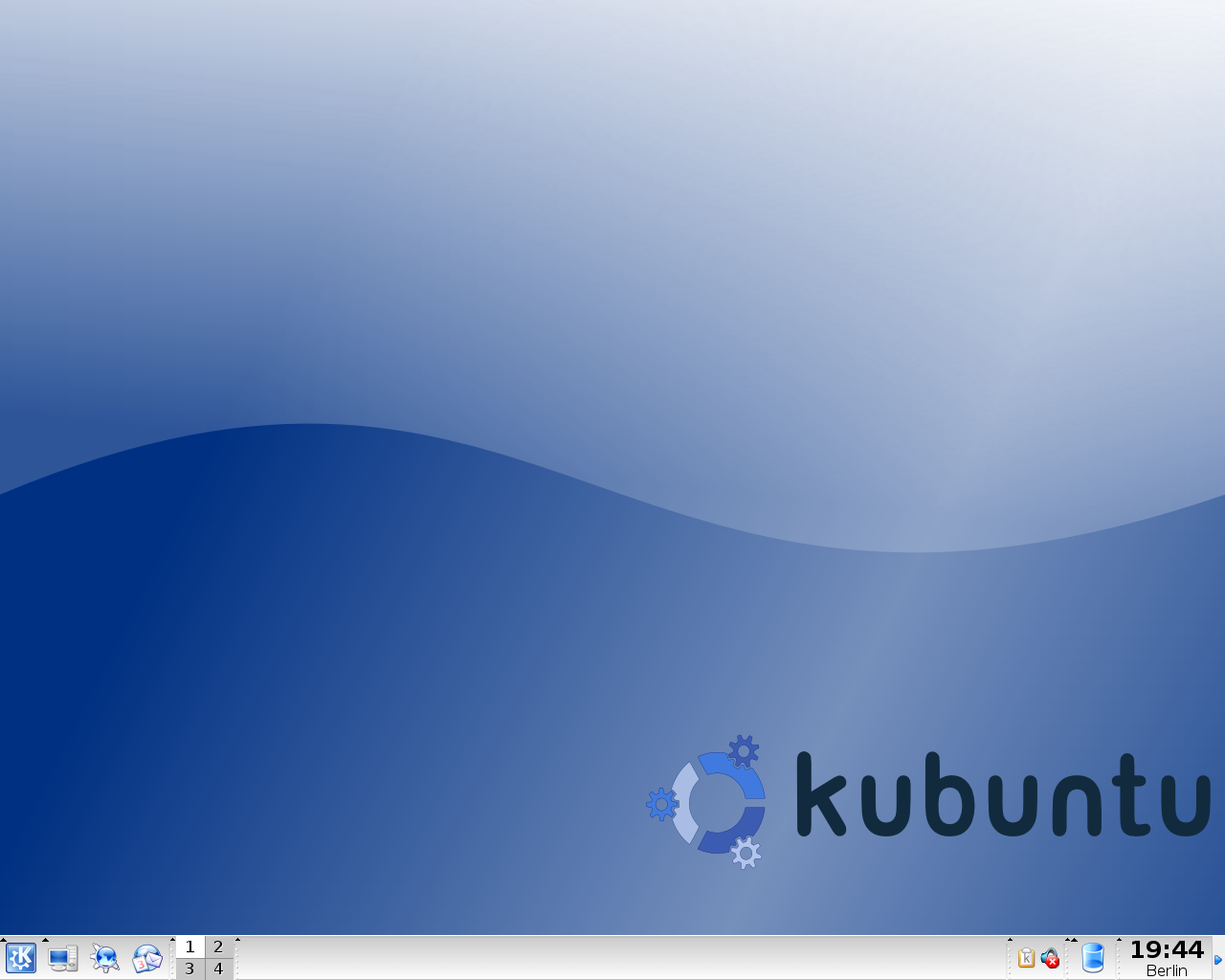
Kubuntu 5.04 (2005)

## Phát hành
Kubuntu có cùng hệ thống đặt tên/đánh phiên bản với Ubuntu, mỗi lần phát hành đều có tên mã, và số phiên bản dựa vào năm và tháng phát hành. Canonical là hãng cung cấp sự hỗ trợ và các bản cập nhật bảo mật cho hầu hết các phiên bản Kubuntu trong vòng 18 tháng sau khi phát hành. Có cả Desktop CD và CD thay thế (cài đặt) dành cho nền x86 lẫn AMD64. Có thể đặt hàng CD Kubuntu qua dịch vụ Shipit Lưu trữ ngày 26 tháng 9 năm 2007 tại Wayback Machine. Kubuntu có thể cài đặt bằng phiên bản KDE 5.x.

| Màu sắc    | Ý nghĩa               |
| ---------- | --------------------- |
| Đỏ         | Không còn được hỗ trợ |
| Xanh lá    | Vẫn còn được hỗ trợ   |
| Xanh dương | Tương lai             |

| Phiên bản                                                      | Ngày phát hành | Tên mã            | Hỗ trợ đến | Ghi chú |
| -------------------------------------------------------------- | -------------- | ----------------- | ---------- | --- |
| 5.04                                                           | 2005-04-08     | Hoary Hedgehog    | 2006-10-31 | Bản phát hành đầu tiên sử dụng KDE 3.4 và tuyển tập một số chương trình KDE hữu ích nhất. Một vài chương trình không nằm trong KDE chính thức, như Amarok, Kaffeine, Gwenview, và K3b. Dùng thêm update-manager/upgrade-notifier; tương thích Kickstart. |
| 5.10                                                           | 2005-10-13     | Breezy Badger     | 2007-04-13 | KDE 3.4.3 và công cụ cấu hình Guidance. Cũng kèm theo Adept Package Manager, chương trình đầu tiên tận dụng debtag để dễ tìm kiếm hơn (thay thế cho trình quản lý gói Kynaptic trong bản trước); System Settings, trung tâm tương tự kcontrol được sắp xếp lại và KDE Bluetooth; Quy trình khởi động đồ họa với thanh tiến triển (USplash); Hỗ trợ Bộ cài đặt OEM; Dò Launchpad; GCC 4.0.                                                          |
| 6.06 LTS Lưu trữ ngày 24 tháng 12 năm 2008 tại Wayback Machine | 2006-06-01     | Dapper Drake      | 2009-06    | Bản phát hành Hỗ trợ dài hạn (LTS); Live CD và Installer cùng trên 1 đĩa; bộ cài đặt Ubiquity; Adept Notifier và Simplified Installer; X Display Configuration từ Guidance; Hỗ trợ ngôn ngữ châu Á tốt hơn; phần mềm kết nối mạng Avahi |
| 6.10                                                           | 2006-10-26     | Edgy Eft          | 2008-04    | KDE 3.5.5. Bản này có thêm ứng dụng quản lý hình ảnh Digikam và tính năng dễ truy cập - dành cho người khuyết tật. System Settings cũng được thiết kế lại, và các trình quản lý nguồn điện, hỗ trợ nút tắt laptop và mạng cũng được cải tiến. Kèm thêm cả tính năng báo cáo lỗi tự động và Upstart. |
| 7.04 Lưu trữ ngày 4 tháng 10 năm 2008 tại Wayback Machine      | 2007-04-19     | Feisty Fawn       | 2008-10    | KDE 3.5.6; Hỗ trợ chuyển đổi; KVM; Cài đặt bộ chuyển mã/điều khiển hạn chế dễ dàng; System Settings được cấu trúc lại vào thể loại General and Advanced; Quản lý máy in Hewlett-Packard cải tiến; kèm KNetworkManager; [[hỗ trợ WPA; Hệ thống trợ giúp theo chủ đề; Cập nhật bộ cài đặt OEM; Chính thức không hỗ trợ PowerPC nữa. |
| 7.10 Lưu trữ ngày 29 tháng 12 năm 2008 tại Wayback Machine     | 2007-10-18     | Gutsy Gibbon      | 2009-04-18 | Hình nền mới. Phát hành mặc định Strigi và Dolphin. Bộ chuyển Qt cho bộ cài đặt đồ họa GDebi dành cho các tập tin gói. Lần đầu tiên đưa vào Trình quản lý Bộ điều khiển Hạn chế. Gói kubuntu-restricted-extras mới đã có mặt để tải về từ kho phần mềm. |
| 8.04 Lưu trữ ngày 23 tháng 1 năm 2009 tại Wayback Machine      | 2008-04-24     | Hardy Heron       | 2009-10    | Nó có hai phiên bản: KDE 3.5 và KDE 4.0 (chỉ với hỗ trợ từ cộng đồng). Phiên bản này dự định cung cấp các tính năng lấy một phần từ Ubuntu trên GNOME. Những thứ này gồm có bộ chuyển system-config-printer sang Qt để cho phép tự dò máy in, cài đặt bộ giải mã video dễ dàng trong Kaffeine, một công cụ thiết lập Compiz đơn giản và đưa vào Bulletproof X trong KDM, và tự động bắt lấy và thải hồi con trỏ chuột khi chạy trên máy ảo VMware. |
| 8.10 Lưu trữ ngày 3 tháng 7 năm 2015 tại Wayback Machine       | 2008-10-30     | Intrepid Ibex     | 2010-04-30 | Sử dụng mặc định môi trường KDE 4.1.2, Linux 2.6.27, Xserver 1.5, Adept Manager 3, KNetworkManager 0.7, Mặc định dùng hiệu ứng màn hình KWin, các tính hợp công cụ Kubuntu khác. |
| 9.04                                                           | 2009-04-23     | Jaunty Jackalope  | 2010-10    | Mặc định môi trường KDE 4.2.2, Kernel 2.6.28, Xserver 1.6, Adept được thay bằng KPackageKit, hiện thực hệ thống tập tin ext4, thời gian khởi động nhanh hơn., Thêm hỗ trợ hình ảnh PowerPC từ cộng đồng |
| 9.10                                                           | 2009-10-29     | Karmic Koala      | 2011-04    | Mặc định môi trường KDE 4.3.2, GRUB 2, hệ thống khởi đầu chuyển sang Upstart, Kernel 2.6.31 |
| 10.04 LTS Lưu trữ ngày 13 tháng 4 năm 2010 tại Wayback Machine | 2010-04-29     | Lucid Lynx        | 2013-04    | Bản phát hành Hỗ trợ dài lâu (LTS). Các cập nhật bảo mật sẽ được hỗ trợ trong ba năm dành cho máy để bàn và năm năm dành cho máy chủ. Mặc định dùng môi trường KDE 4.4.2, Kernel 2.6.32, KPackageKit 0.5.4, tích hợp Firefox KDE, mặc định gói cấu hình bàn chạm |
| 10.10                                                          | 2010-10-10     | Maverick Meerkat  | 2012-04    | KDE Software Compilation 4.5 |
| 11.04                                                          | 2011-04-28     | Natty Narwhal     | 2012-10    | |
| 11.10                                                          | 2011-10-12     | Oneiric Ocelot    | 2013-05    | |
| 12.04 LTS                                                      | 2012-04-25     | Precise Pangolin  | 2017-04    | |
| 12.10                                                          | 2012-10-18     | Quantal Quetzal   | 2014-04    | |
| 13.04                                                          | 2013-04-25     | Raring Ringtail   | 2014-01    | |
| 13.10                                                          | 2013-10-17     | Saucy Salamander  | 2014-06    | |
| 14.04 LTS                                                      | 2014-04-17     | Trusty Tahr       | 2019-04    | |
| 14.10                                                          | 2014-10-22     | Utopic Unicorn    | 2015-06    | KDE SC 4.14 |
| 15.04                                                          | 2015-04-22     | Vivid Vervet      | 2015-12    | KDE Plasma 5.2.2 |
| 15.10                                                          | 2015-10-22     | Wily Werewolf     | 2016-06    | |
| 16.04 LTS                                                      | 2016-04-21     | Xenial Xerus      | 2019-04    | |
| 16.10                                                          | 2016-10-13     | Yakkety Yak       | 2017-06    | |
| 17.04                                                          | 2017-04-13     | Zesty Zapus       | 2018-01    | |
| 17.10                                                          | 2017-10-19     | Artful Aardvark   | 2018-07    | |
| 18.04 LTS                                                      | 2018-04-26     | Bionic Beaver     | 2021-04    | |
| 18.10                                                          | 2018-10-18     | Cosmic Cuttlefish | 2019-07    | |
| 19.04                                                          | 2019-04-18     | Disco Dingo       | 2020-01    | |
| 19.10                                                          | 2019-10-17     | Eoan Ermine       | 2020-07    | |
| 20.04 LTS Lưu trữ ngày 17 tháng 5 năm 2021 tại Wayback Machine | 2020-04-23     | Focal Fossa       | 2023-04    | |
| 20.10                                                          | 2020-10-22     | Groovy Gorilla    | 2021-07    | |
| 21.04                                                          | 2021-04-22     | Hirsute Hippo     | 2022-01    | |
| 21.10                                                          | 2021-10-15     | Impish Indri      | 2022-07    | |
| 22.04 LTS                                                      | 2022-04-21     | Jammy Jellyfish   | 2025-04    | |
| 22.10                                                          | 2022-10-20     | Kinetic Kudu      | 2023-07    | |

## Yêu cầu cấu hình
Phiên bản máy tính của để bàn mà Kubuntu hiện đang hỗ trợ là các kiến trúc Intel x86 và AMD64. Một số bản phát hành còn hỗ trợ thêm kiến trúc SPARC., PowerPC, IA-64 (Itanium), và PlayStation 3 (mặc dù do việc cập nhật chính thức phần dẻo từ Sony vào tháng 4 năm 2010, người dùng PS3 không còn chạy hệ điều hành khác trên máy của họ được nữa - tính năng này trước đây vẫn được OtherOS hỗ trợ). Vì Kubuntu thực chất là Ubuntu sử dụng môi trường để bàn KDE, bất kỳ phiên bản nào có trong Ubuntu đều có trong Kubuntu.
Yêu cầu cấu hình hệ thống tối thiểu để cài đặt trên máy để bàn là bộ xử lý x86 300 MHz, 64 MB RAM, 4 GB ổ cứng còn trống, và cạc video có hỗ trợ VGA ở độ phân giải 640x480. Cấu hình đề nghị dành cho cài đặt trên máy tính để bàn là bộ xử lý x86 700 MHz, 384 MB RAM, 8 GB ổ cứng còn trống, và cạc video hỗ trợ VGA với độ phân giải 1024×768. Bản cài đặt máy chủ đòi hỏi bộ xử lý x86 300 MHz, 64 MB RAM, và một cạc video hỗ trợ VGA ở độ phân giải 640×480.
|                   | Để bàn & laptop | Để bàn & laptop | Máy chủ       |
| Tối thiểu         | Đề nghị         |                 | Máy chủ       |
| ----------------- | --------------- | --------------- | ------------- |
| Bộ xử lý          | 300 MHz (x86)   | 700 MHz (x86)   | 300 MHz (x86) |
| Bộ nhớ            | 64 MB           | 384 MB          | 64 MB         |
| Dung lượng ổ cứng | 4 GB            | 8 GB            | 500 MB        |
| Cạc đồ họa        | VGA @ 640x480   | VGA @ 1024x768  | VGA @ 640x480 |

*Ghi chú: Nếu muốn sử dụng "hiệu ứng hình ảnh", cần phải hỗ trợ GPU.

## Đón nhận
Nghị viện Pháp đã thông báo vào năm 2006 rằng họ sẽ chuyển hơn 1.000 máy trạm sang Kubuntu trước tháng 6 năm 2007.
Kubuntu hiện đã được dùng trong tất cả 1100 trường công tại Quần đảo Canary.
Cụm kết xuất của Weta Digital gồm 35.000 máy là những máy tính chạy Kubuntu.